# Mało-Abazinsk
Mało-Abazinsk (ros. Мало-Абазинск) – wieś (auł) w Rosji, w Karaczajo-Czerkiesji, w rejonie adygie-chablskim. W 2021 liczyła 553 mieszkańców, głównie Abazynów.